# Кринички (Миколаївський район)
Кринички́ (в минулому — Колодязі, Софіївка, Шенфельд) — село в Україні, у Степівській сільській громаді Миколаївського району Миколаївської області. Населення становить 1000 осіб. Герб села є промовистим.

## Історія
Засноване в кінці XVIII століття на балці Грушівці,одна з перших відомих назв — Колодязі.
У 1850-тих село належало до маєтку Богданович Єфросинії Іванівни, панський будинок котрої розташовувався в Кір'яківці. В цей період хутір носить назву Софіївка. В ньому нараховувалося 15 дворів, 39 чоловіків, 34 жінки.
З 1873 року відоме як німецька колонія Шенфельд, у перекладі з німецької — «гарне поле». Поруч використовувалися назви Кринички, Гашар, Брюнер. На 1873 рік жителів — 215 осіб, дворів — 32, землі — 3044 десятини (3653 гектари), у 1882 році волів та коней у поселян 437 голів.
В селі існувала римо-католицька філіальна церква Святого Хреста. Будівля сакральної споруди переобладнана на клуб в 1930-х роках ХХ століття. В 1950-х роках використовувалася як склад для зерна. Остаточно зруйнована до 1960-го року.
З 1880-х в селі діяла церковно-приходська школа. Новий корпус для неї було збудовано у 1906 році, ще дві добудовано у 1950-х (будівля збереглася до наших днів).
1908 року Земство завершує будівництво залізобетонної конструкції мосту та греблі  через балку в селі Кринички (Шенфельд), довжиною 87,7 сажнів та шириною 3 сажні.
Згідно з документами Одеської земської повітової управи, 1890 року в колонії Шенфельд існує земський поштовий пункт. За ним закріплено 4 коней. В період 1912—1914 року поштовою справою в селі займалися дві особи Яків Філіп та Матвій Бокенмеєр.
Перші спроби створити поштово-телеграфний пункт в селі відносяться до далекого 1913 року, коли проведено перемовини між Одеським поштово-телеграфним округом та Шенфельдскою сільською управою про можливість відкриття в населеному пункті поштового відділення, за умови, якщо місцеві жителі нададуть безоплатно на 3 роки приміщення та коней для перевезення пошти. Шенфельдська сільська громада не побажала надати ні те, ні інше. Між тим до справи відкриття пошти,розуміючи її вигідність долучився місцевий підприємець,володар механічного млину (розташовувався на місці дитячого садка) Йосип Яковлевич Флек.
1913 року сільським старостою стає Гельфріх Франц Францевич. В ці роки у власності поселян 3300 десятин (3605 гектар), котрою володіли 40 домогосподарств, маючих право голосу. 1914 року сільським старостою числиться Йосип Ренер.
7 (20) листопада 1917 року, відповідно до Третього Універсалу Української Центральної Ради, увійшло до складу Української Народної Республіки.  
Влітку 1919 року колонія Шенфельд спалена відступаючими військами Червоної армії. В колонії було знищєно 12 будинків, 7 парових молотарок, 1 великий млин.
У липні-серпні 1919 року Одеський повіт сколихнуло масштабне повстання німецьких колоністів. Вони виступали проти масової продрозверстки та мобілізації до Червоної армії, крім цього повсталі виступали за передачу влади Установчим зборам. Повстання було підготовлене Центральним союзом німців-колоністів Причорномор’я. Центр повстання,так звана «Рада Оборони», розташовувався в колонії Грос-Лібенталь. Загони повстанців створювалися в селах Мангейм, Зельц, Страсбург. Приєдналися до повстання і колонії, що розташовувалися навколо Ландау. На початку серпня повсталі почали здавати свої позиції і до середини місяця останні вогнища збройної боротьби було придушено.
У липні 1922 в селі засновано сільськогосподарське товариство «Шенфельдське», у вересні-жовтні  дві невеликі артілі спільного обробітку землі «Дружба №6» та «Колоніст». 1930 року артілі та індивідуальні господарства об’єдналися у колгосп імені Леніна, у якому нараховувалося 144 господарства та 450 членів.
У 1925—1939 роках село (під назвою Шенфельд) входило до складу Карл-Лібкнехтівського німецького національного району Миколаївської округи (з 1932 — Одеської області).
В роки Другої світової війни належали до румунської провінції Трансністрія, в управлінському відношенні підпорядковується штабу Зондеркоманди СС «R» котрий розміщувався в с. Ландау (нині Широколанівка).
Назву «Кринички» село отримало 1946 року, на честь 10 криниць котрі залишилися діючими в селі після війни. Частина з них викопана німецькими колоністами, частина існувала до появи на місці села німецької колонії.
1957 року в селі створено радгосп «Криничанський».

## Населення

### Мова
Розподіл населення за рідною мовою за даними перепису 2001 року:
| Мова            | Кількість | Відсоток |
| --------------- | --------- | -------- |
| українська      | 869       | 86.9%    |
| російська       | 113       | 11.3%    |
| гагаузька       | 4         | 0.4%     |
| румунська       | 4         | 0.4%     |
| німецька        | 1         | 0.1%     |
| циганська       | 1         | 0.1%     |
| вірменська      | 1         | 0.1%     |
| інші/не вказали | 7         | 0.7%     |
| Усього          | 1000      | 100%     |